# A Day to Kill
Pour plus de détails, voir Fiche technique et Distribution.
A Day to Kill est un drame psychologique américain réalisé par Joe Hahn, sorti en 2014 inspiré de la nouvelle Mall d'Eric Bogosian.

## Synopsis
Dans un centre commercial de banlieue, l'histoire croisée :
- un loup solitaire (James Frecheville) qui, après avoir assassiné sa mère, part réaliser une fusillade
- cinq banlieusards désœuvrés qui trainent
- une "desperate housewife" (Gina Gershon) à la recherche d'un nouvel amant
- un fétichiste de lingerie (Vincent D'Onofrio)
- un étudiant en littérature (Cameron Monaghan) qui tient le rôle du narrateur

## Fiche technique
- Titre original : Mall
- Titre français : A Day to Kill
- Réalisation : Joe Hahn
- Scénario : Vincent D'Onofrio
- Costumes : Hazel Alonzo
- Musique : Alec Puro, Chester Bennington, Dave Farrell, Joe Hahn, Mike Shinoda
- Production : Vincent D'Onofrio, Erika Hampson, Sam Maydew
- Sociétés de production : The Collective, Silver Lining Entertainment
- Pays d’origine :  États-Unis
- Langue originale : anglais
- Durée : 90 minutes
- Genre : drame psychologique
- Date de sortie[1] :
  - France : 18 juin 2014

## Distribution
- Vincent D'Onofrio (VF : Thierry Buisson) : Danny
- Gina Gershon : Donny
- Cameron Monaghan : Jeff
- James Frecheville : Mal
- John Hensley : Lenny
- India Menuez : Adèle
- Sianoa Smit-McPhee : Shel
- Stephen Taylor : Gus
- B.K. Cannon : une vendeuse
- Michael Patrick McGill : Ed
- Ron Yuan : un policier
- Jamie Noel : un top-modèle de lingerie
- Darren O'Hare : un jeune policier
- Dean Cudworth : Gary
- Becky Wu : une serveuse
- Nick Schroeder : un client
- Sueann Han : une journaliste
- Peter Stormare
- Gbenga Akinnagbe
- Mimi Rogers